# Сен-Жюльен-де-Гра-Капу
Сен-Жюлье́н-де-Гра-Капу́ (фр. Saint-Julien-de-Gras-Capou) — коммуна во Франции, находится в регионе Юг — Пиренеи. Департамент коммуны — Арьеж. Входит в состав кантона Мирпуа. Округ коммуны — Сен-Жирон.
Код INSEE коммуны — 09266.

## Население
Население коммуны на 2008 год составляло 67 человек.
| 1962 | 1968 | 1975 | 1982 | 1990 | 1999 | 2008 |
| ---- | ---- | ---- | ---- | ---- | ---- | ---- |
| 69   | 84   | 55   | 56   | 53   | 60   | 67   |

## Экономика
В 2007 году среди 45 человек в трудоспособном возрасте (15—64 лет) 35 были экономически активными, 10 — неактивными (показатель активности — 77,8 %, в 1999 году было 83,3 %). Из 35 активных работали 33 человека (19 мужчин и 14 женщин), безработными были 2 женщины. Среди 10 неактивных 5 человек были учениками или студентами, 3 — пенсионерами, 2 были неактивными по другим причинам.